# Чемпионат России по плаванию на открытой воде 2015
Чемпионат России по плаванию на открытой воде 2015 года прошёл с 16 по 20 июня в акватории гребного канала, озеро Старая Кубань (Краснодар). Пловцы соревновались на семи дистанциях: 5 км, 10 км и 16 км у мужчин и женщин, 5 км в группе.

## Призёры

### Мужчины
| Дистанция           | Золото                                              | Золото    | Серебро                                    | Серебро   | Бронза                                              | Бронза    |
| ------------------- | --------------------------------------------------- | --------- | ------------------------------------------ | --------- | --------------------------------------------------- | --------- |
| 5 км 26 участников  | Евгений Дратцев Московская обл. — Ярославская обл.  | 55.47,1   | Сергей Большаков Удмуртия                  | 55.48,3   | Кирилл Абросимов Московская обл. — Ярославская обл. | 55.49,0   |
| 10 км 22 участника  | Кирилл Абросимов Московская обл. — Ярославская обл. | 1:53.11,5 | Даниил Серебренников Волгоградская область | 1:53.17,4 | Сергей Большаков Удмуртия                           | 1:53.20,6 |
| 16 км 13 участников | Евгений Дратцев Московская обл. — Ярославская обл.  | 3:13.29,6 | Роман Карякин Липецкая область-1           | 3:14.31,8 | Артём Подьяков Липецкая область-1                   | 3:15.18,4 |

### Женщины
| Дистанция          | Золото                                                | Золото    | Серебро                                               | Серебро   | Бронза                                              | Бронза    |
| ------------------ | ----------------------------------------------------- | --------- | ----------------------------------------------------- | --------- | --------------------------------------------------- | --------- |
| 5 км 18 участниц   | Анастасия Крапивина Московская обл. — Липецкая обл.-1 | 1:02.24,9 | Анастасия Азарова Московская обл. — Липецкая обл.-1   | 1:02.31,5 | Мария Новикова Волгоградская область                | 1:02.38,7 |
| 10 км 21 участница | Анастасия Крапивина Московская обл. — Липецкая обл.-1 | 2:05.54,1 | Анастасия Азарова Московская обл. — Липецкая обл.-1   | 2:06.52,4 | Елизавета Горшкова Москва-1                         | 2:07.10,8 |
| 16 км 14 участниц  | Ольга Козыдуб ХМАО — Югра                             | 3:35.55,0 | Анастасия Крапивина Московская обл. — Липецкая обл.-1 | 3:27.49,7 | Анастасия Азарова Московская обл. — Липецкая обл.-1 | 2:28.25,3 |

### Смешанные соревнования
| Дистанция              | Золото                                                     | Золото  | Серебро                                                | Серебро | Бронза                                                                  | Бронза  |
| ---------------------- | ---------------------------------------------------------- | ------- | ------------------------------------------------------ | ------- | ----------------------------------------------------------------------- | ------- |
| 5 км в группе 9 команд | Москва-1 Елизавета Горшкова Даниил Смирнов Евгений Елисеев | 59.28,1 | ХМАО — Югра Дарья Кулик Иван Афаневич Богдан Коваленко | 59.28,2 | Волгоградская область Даниил Серебренников Антон Евсиков Мария Новикова | 59.52,2 |

## Командный зачёт
1. Липецкая область-1 — 231.8
2. Волгоградская область — 193.0
3. Московская область — 189.6
4. Москва-1 — 147.0
5. Ярославская область — 142.6
6. Ханты-Мансийский АО — Югра — 130.0
7. Удмуртская Республика — 99.0
8. Татарстан 44.0
9. Архангельская область — 40.0
10. Республика Коми — 34.0
11. Свердловская область — 23.0
12. Тульская область — 22.0
13. Москва-2 — 19.0
14. Липецкая область-2 — 16.0
15. Челябинская область — 4.0